# Smeringopus roeweri
Smeringopus roeweri is een spinnensoort uit de familie trilspinnen (Pholcidae). De soort komt voor in Rwanda.